# Bijela Crkva
Pour les articles homonymes, voir Bela Crkva.
Bijela Crkva (en serbe cyrillique : Бијела Црква) est un village du nord-est du Monténégro, dans la municipalité de Rožaje.

## Démographie

### Évolution historique de la population
| 1948 | 1953 | 1961 | 1971 | 1981 | 1991 | 2003 |
| ---- | ---- | ---- | ---- | ---- | ---- | ---- |
| 313  | 337  | 318  | 291  | 289  | 245  | 195  |